# La donna è mobile
La donna è mobile [la ˈdɔnna ɛ ˈmɔːbile] („Die Frau ist launisch“ oder „O wie so trügerisch sind Weiberherzen“) ist die Kanzone des Herzogs von Mantua aus dem dritten Akt von Giuseppe Verdis Oper Rigoletto aus dem Jahr 1851.
Der Text geht auf einen Ausspruch des französischen Königs Franz I. zurück: „Souvent femme varie. Bien fol est qui s’y fie!“ (Oft ist die Frau trügerisch. Ein Narr, wer ihr vertraut!), den Victor Hugo wörtlich in sein Stück Le roi s’amuse, die Vorlage zu Rigoletto, übernommen hatte.
Die deutsche Übersetzung stammt von Johann Christoph Grünbaum, die deutschsprachige Premiere war am 30. Januar 1853 in Stuttgart.

## Libretto
|    | | gesungen (frei) | wörtlicher |
| -- | --- | --- | --- |
| 1. | La donna è mobile Qual piuma al vento, Muta d’accento E di pensiero. Sempre un amabile, Leggiadro viso, In pianto o in riso, È menzognero.  | O wie so trügerisch sind Weiberherzen; mögen sie klagen, mögen sie scherzen. Oft spielt ein Lächeln um ihre Züge; oft fließen Tränen, alles ist Lüge.       | Die Frau ist launisch wie Federn im Wind, leicht ändert sie ihre Worte und ihre Meinung. Immer ein liebreizendes, hübsches Gesicht, weinend oder lachend, ist es doch trügerisch. |
|    | Refrain La donna è mobil’ Qual piuma al vento, Muta d’accento E di pensier’.                                                                | Habt ihr auch Schwüre zum Unterpfande, auf leichtem Sande habt ihr gebaut.                                                                                  | Die Frau ist launisch wie Federn im Wind, leicht ändert sie ihre Worte und ihre Meinung.                                                                                          |
| 2. | È sempre misero Chi a lei s’affida, Chi le confida, Mal cauto il core! Pur mai non sentesi Felice appieno Chi su quel seno, Non liba amore! | Sehnt euer Herz sich nach süßen Stunden ein holdes Liebchen ist bald gefunden. Doch bitt’re Reue wird der empfinden, der nur an eine sich fest will binden. | Unglücklich wird der, der sich auf sie verlässt, der ihr leichtgläubig sein Herz anvertraut. Und doch ist der nicht glücklich, der nicht von ihrer Brust die Liebe kostet.        |
|    | Refrain | | |